# Константин Мелисен
Константин Комнин Мелисен Дука Вријеније (грч. Κωνσταντινος Κομνηνος Μαλιασηνος Δουκας Βρυκας Βρυεννιος Βρυκας Βρυεννιος), је био византијски грчки племић и магнат који је деловао у Тесалији у првој половини 13. века.

## Биографија
Породица Мелисен се први пут појављује када и Константин, али је могуће да је извесни пансеваст и севаст Николас Мелисен, посведочен 1191. године, био његов отац или на неки други начин рођак. Сам Константин је користио презимена „Комнин Мелисен“, али му се повремено додају и презимена још две велике византијске аристократске породице, Дука и Вријеније. Осим тога, његов епитаф, који је саставио Манојло Холобол, тврди да су његови преци били потомци припадника династије Комнина „рођених у пурпуру“ и особе са титулом Цезара. Према савременом просопографу породице Дука, Деметрију Полемису, очигледни кандидати су цезар Нићифор Вријеније Млађи и Ана Комнина, ћерка цара Алексија I Комнина (1081–1118).
1215. године (раније 1230.) основао је манастир у Макриници. У то време ова област је била под влашћу латинског Солунског краљевства. Оженио се Маријом, ћерком Михаила I Комнина Дуке (1205–1214/15), владара Епира, и имао је најмање једног сина, Николу Мелисена. Други могући син је монах по имену Нил Мелисен. Михаило I је именовао свог зета за гувернера дела Тесалије који је заузео од Латина почетком 1210-их. Мeлисен је остао гувернер Тесалије и под Михаиловим наследницима, али је 1239. можда подржао Манојла Комнина Дуку, свргнутог цара Солуна, који се искрцао у Деметрији и покушао да поврати свој престо од Јована Комнина Дуке и његовог оца цара Теодора Комнина Дуке. На крају је постигнута нагодба и Манојло је добио Тесалију као лични домен. Када је Манојло умро 1241. године, регион је брзо заузео деспот Михаило II Комнин Дука од Епира (1230–1266/68).
Године 1246. деспот Михаило II је издао хрисовуљу којом га је признао као оснивача (ктитора) другог манастира, Иларионског у Халмиру, који је постао завистан (метох) од манастира Макринитиса. Мелисен је последњи пут посведочен у 1252, када га је деспот Михаило II послао у дипломатску мисију код никејског цара Јована III Дуке Ватаца. Убрзо након тога се замонашио и умро негде пре октобра 1256. године. Негде након своје мисије у Никеји, изгледа да је Мелисен био у немилости код деспота Михаила II, који је уклонио манастир Иларион из јурисдикције Макринитисе. Отприлике у исто време, његов син Никола се оженио рођаком никејског племића (и будућег цара) Михаила Палеолога, што је вероватно указивало на померање Мeлисенове оданости од Епира ка Никеји.
Након његове смрти, породица Мeлисен је наставила да буде међу главним регионалним магнатима у северној Тесалији све до 14. века.